# Collège de San Francisco de Paula
Le Collège International de San Francisco de Paula est une école privée, laïque et  idéologiquement indépendante, de Séville, qui a formé plus de quatre générations (plus de 17 000 étudiants) sur les principes du respect et du travail. Elle a été fondée en 1886 et son siège se trouve dans un bâtiment du XVIIe siècle du centre historique de Séville, rénové et agrandi à la pratique académique.

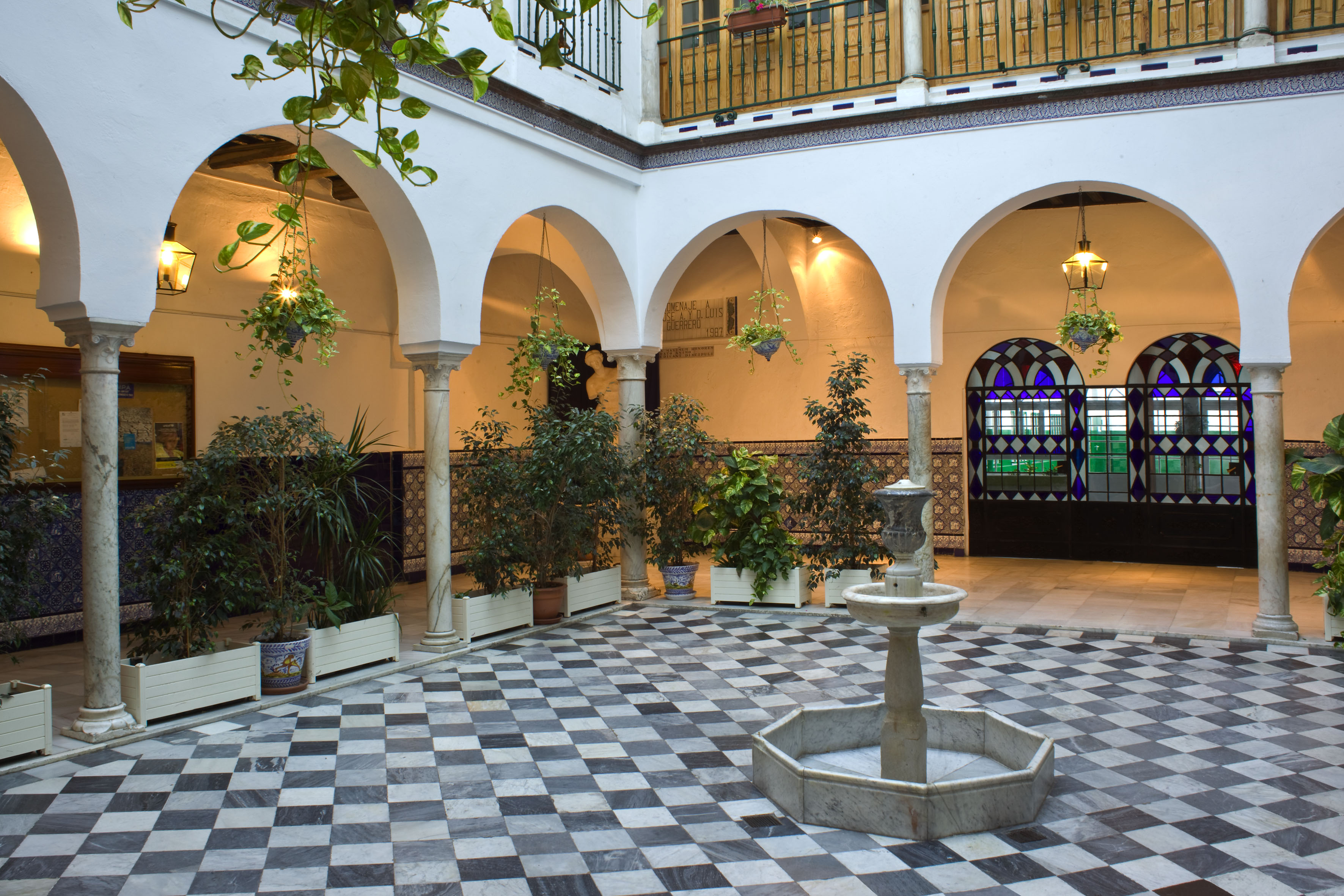

Elle est rattachée à l'Organisation du baccalauréat international, une organisation éducative qui comprend plus de 4 000 écoles dans les cinq continents. Elle est accréditée par l'Agence Advanc-ED, qui certifie la qualité de plus de 30 000 centres en Amérique du Nord, en Europe, en Afrique et au Moyen-Orient, et fait partie de l'Association des Écoles Privées et Indépendantes (CICAE).

C’est le seul centre privé de Séville qui a conservé son emplacement d'origine dans le centre historique de la ville, il a été le premier et le seul à renoncer à la subvention publique (pendant l’année scolaire 84-85) et il est également l'un des premiers à admettre des étudiantes (il l'a fait au cours de la Deuxième République).
Pendant la guerre civile espagnole, il a donné refuge aux enseignants des deux côtés, quelles que soient leurs opinions politiques, et seulement sous deux conditions : le respect mutuel et ne pas mélanger leurs idées avec l'éducation. De même, et malgré les pressions, il a réussi à maintenir son indépendance idéologique au cours des 37 années du régime de Franco, à la fois en ce qui concerne la conception et l'exécution de son programme, ainsi que ses publications, en se moquant parfois, de manière intelligente, de la censure de l'époque.

Historiquement lié à la famille Rey, son directeur actuel, Luis Rey Goñi (es), représente la quatrième génération de la famille à la tête du Centre, après José María Rey Repetto, les frères José Antonio et Luis Rey Guerrero et Luis Rey Romero, à qui la Ville de Séville a accordé une rue en 2006.

## Niveaux d’éducation
Le Collège couvre tous les niveaux d'éducation, de la Maternelle à l'École Secondaire. Dans les deux derniers niveaux de Primaire et Secondaire il offre le Programme d’Éducation Intermédiaires (PEI) du Baccalauréat International, et pour les étudiants de Baccalauréat existe la possibilité de suivre le Programme Diplôme (PD) de cette organisation. À l'heure actuelle, l'École est candidate pour offrir le Programme Primaire (PP) du Baccalauréat International, pour la Maternelle et les premières années du Primaire.

## Langues
Depuis l’âge de trois ans jusqu’à la fin des études secondaires, les élèves de ce Centre sont formés suivant un plan bilingue espagnol et anglais. En outre, en Maternelle, ils ont une introduction à la langue française, puis à l’allemand pendant le Primaire, jusqu'au Secondaire, où ils choisissent comme troisième langue entre l'allemand, le français ou l'arabe, pouvant continuer avec ces langues jusqu’au Baccalauréat. De plus, ils peuvent étudier le français, l’arabe et le chinois mandarin dans des cours supplémentaire.

Le corps enseignant est composé de professeurs de 16 nationalités, avec des enseignants du Royaume-Uni, de l'Irlande, de Chine, des États-Unis, de la France, de l'Allemagne, de l'Autriche, de la Bulgarie, de l'Italie, du Portugal, du Pays-Bas, de la Roumanie, de la Pologne, de l'Arménie et de l’Espagne elle-même - et tous les enseignants du Primaire et la majorité de ceux du Secondaire sont natifs de la langue qu'ils enseignent. Les étudiants du Collège ont des taux de succès supérieurs à 90% dans les diplômes de Cambridge (Movers, Flyers, PET, First, Advanced, Proficiency), atteignant un 100% dans les trois premiers diplômes.

## International
En plus de l'intégration dans le Baccalauréat International et l’accréditation par Advanc-DE, et de son cadre enseignant multinationale, le Collège encourage, de manière continue, les activités de portée internationale, tels que les échanges et les projets de coopération avec des écoles d'autres pays. De même, il favorise la participation des élèves à des concours, des quiz, des tests et des compétitions internationales telles que l’Olympiade Scientifique ou le Parlement Européen des Jeunes Europeo, et développe de nombreuses activités pour connaitre d'autres cultures, comme les Journées Nationales qui ont lieu chaque année juste avant Noël et dans laquelle le Collège est transformé en assumant la culture, les coutumes et les expressions artistiques d'un pays différent. Au cours des dernières années, un grand groupe de professeurs du Collège a été accrédité par le Baccalauréat International pour exercer des fonctions mondiales dans certains de ses programmes, en tant que visiteurs, formateurs ou examinateurs. Des universités comme Oxford, Cambridge, Imperial College, King 's College, UCL, Edimbourg, Bristol et la Sorbonne ont admis des étudiants de ce Collège.

## Technologie
Les étudiants du Collège utilisent, en classe, des ordinateurs personnels connectés à Internet, ainsi que d’autres dispositifs, développant, de cette manière, leurs compétences digitales et leurs capacités liées à la recherche et au traitement de l’information et l'application des connaissances à des problèmes réels et à des cas d’aujourd'hui. Toutes les salles de classe sont équipées de tableaux blancs interactifs (TBI), et les étudiants sont en mesure d'acquérir au cours de leur apprentissage les premiers rudiments de la robotique, l'impression 3D, la technologie des jeux vidéo, ou de programmes avancés de design. Comme complément ou remplacement des notes et des manuels, les étudiants ont des outils numériques tels que les wikis et les blogs, qui sont conçus et développés par les départements et les enseignants du Centre. De même, pour la communication avec les parents, le Centre dispose d'un Campus Virtuel, avec des applications diverses tel que la livraison digitale de documents ou la notification des notes des étudiants.

## Attention différenciée
Le Collège dispose d'un large éventail de mesures visant à encourager l'attention à la diversité et le suivi individuel de chaque élève, parmi lesquels les renforts ordinaires et extraordinaires, le dédoublement de classe, la présence d’enseignants assistants dans les classes ou dans les activités d'enrichissement, parmi beaucoup d'autres. Le ratio des étudiants / conseillers de ce Centre (217 élèves par conseiller) améliore six fois la moyenne espagnole et se situe au-dessus des recommandations de l’ONU.

## Musique
Le Collège collabore avec la Royale Orchestre Symphonique de Séville et avec le Théâtre de la Maestranza. De même, le Collège possède une Classe de Musique, promue conjointement avec un groupe de musiciens professionnels, où se donne des classes de piano, violon, violoncelle, guitare classique et harpe, viole, flûte et clarinette, hautbois, basson, trompette, cor d’harmonie et trombone. Il dispose également d'un Chœur d'adultes et d’une Manécanterie d'enfants, ainsi qu’une Sinfonietta, composé d'élèves qui suivent des études d’instrument à la fois dans la Classe de Musique comme dans d'autres Conservatoires de Séville et de sa province.

## Sport
Le Collège a signé des accords permettant à ses étudiants de faire usage de quelques-unes des meilleures installations sportives de la ville, tels que le Complexe Sportif San Pablo, le Centre de Haut Rendement et les installations de rame et de canoë-kayak de la Cartuja. Il compte, également, avec la participation du centre sportif Asahi-Kan, qui enseigne le judo et le jiu-jitsu (défense personnelle). De même, une Association Sportive de parents et élèves encourage la pratique et les valeurs du sport dans la communauté du Centre, ayant reçu plusieurs prix de la part de l'Institut Municipal des Sports pour cette raison.

## Bibliothèque
Nommée "Francisco Márquez Villanueva" en hommage à un de ses anciens élèves, elle compte environ 50 000 volumes, cinq espaces différenciés selon l'âge, un service de consultation et réservation en ligne, et un Fonds Ancien avec des volumes d’entre les XIIIe et XVIIIe siècles. Six bibliothécaires assistent à ce service.

## Anciens élèves illustres
Certains de ses anciens étudiants sont devenus des personnalités éminentes de la vie politique, culturelle et économique locale et nationale, à la fois au cours du siècle dernier, comme dans le XXIe siècle. Comme Manuel Losada Villasante, Francisco Márquez Villanueva, Manuel Del Valle, José Maria Luzón Nogué, Lucina Gil Márquez, Alberto Jiménez-Becerril Barrio, Teresa Jiménez-Becerril, Juan Antonio Yáñez-Barnuevo, Luis Yáñez-Barnuevo, José Antonio Marín Rite, Rafael del Estad Vargas et Fahmi Alqhai. Le Collège a une Association d’Anciens Élèves, appelé "Rey Guerrero" à l'honneur de ses anciens directeurs José Antonio et Luis Rey Guerrero.

## Fondation Goñi y Rey
Le Collège de San Francisco de Paula a créé en 2012 la Fondation Goñi y Rey, dans le but de contribuer au progrès de l'éducation et de favoriser l'esprit d'entreprise des jeunes. En 2015, la Fondation Goñi y Rey a promu à Séville le plus grand Sommet européen sur  Singularity University, une institution destinée à la formation sur les nouvelles technologies exponentielles, soutenu par Google et basé dans le campus de la NASA Research Park, à Silicon Valley, l'un des principaux épicentres de l'innovation dans le monde. Comme résultat de ce Sommet est venu SingularityU Sevilla, le premier chapitre créé par Singularity University en Europe. En plus de sa collaboration avec Singularity University, la Fondation accorde des bourses pour les étudiants en situation économique défavorisée et intéressés à étudier le Baccalauréat International et elle a édité plusieurs publications, dont un livre inédit de contes de Francisco Márquez Villanueva.